# بریتیش ایرویز
بریتیش ایرویز (به انگلیسی: British Airways) شرکت هواپیمایی حامل پرچم بریتانیا است، که در رتبهٔ نهم از بزرگترین شرکت‌های هواپیمایی جهان بر پایه تعداد مقصد، قرار دارد.
شرکت بریتیش ایرویز در سال ۱۹۷۴ راه‌اندازی شد و هم‌اکنون روزانه به ۱۶۹ مقصد در سراسر جهان، پروازهای مستقیم دارد. این شرکت در ژانویه ۲۰۱۱ با شرکت هواپیمایی ایبریا ادغام و اینترنشنال ایرلاینز گروپ تشکیل شد که هم‌اکنون به‌عنوان سومین شرکت هلدینگ هواپیمایی جهان شناخته می‌شود.
دفتر مرکزی شرکت بریتیش ایرویز در لندن است و فرودگاه هیترو و فرودگاه گاتویک، قطب‌های این شرکت هواپیمایی هستند. شرکت بریتیش ایرویز هم‌اکنون در ناوگان هوایی خود ۲۵۴ فروند هواپیمای جت مسافربری دارد.
بر پایهٔ رده‌بندی شرکت‌های هواپیمایی جهان که توسط ایرهلپ صورت می‌گیرد، بریتیش ایرویز در ردهٔ هفتم شرکت‌های هواپیمایی جهان قرار دارد.

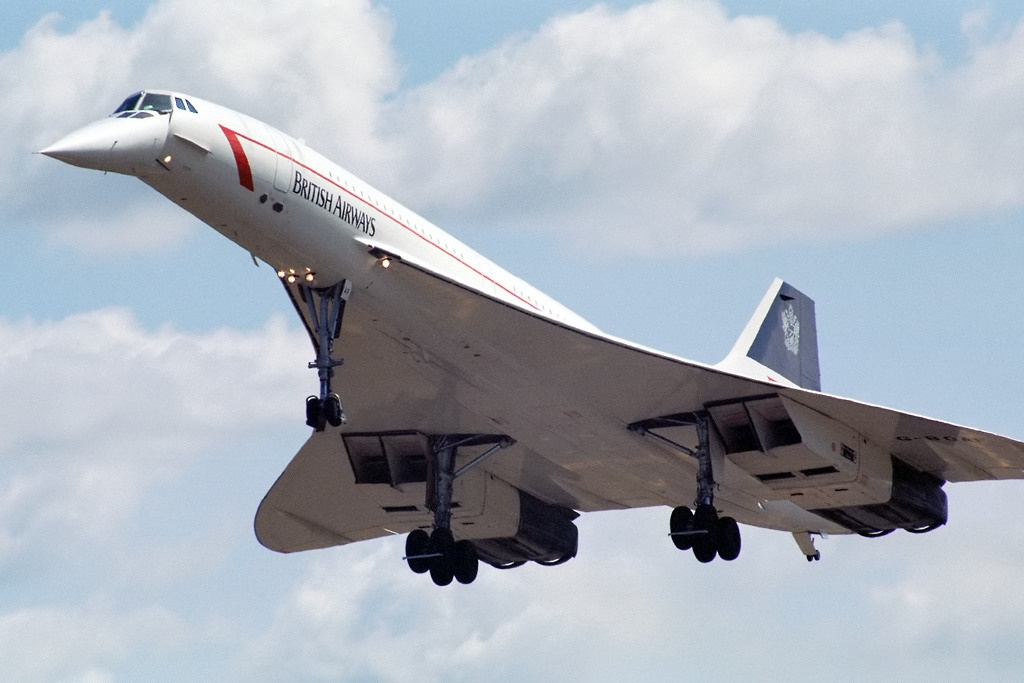
هواپیمای کنکورد، متعلق به بریتیش ایرویز

## تاریخچه

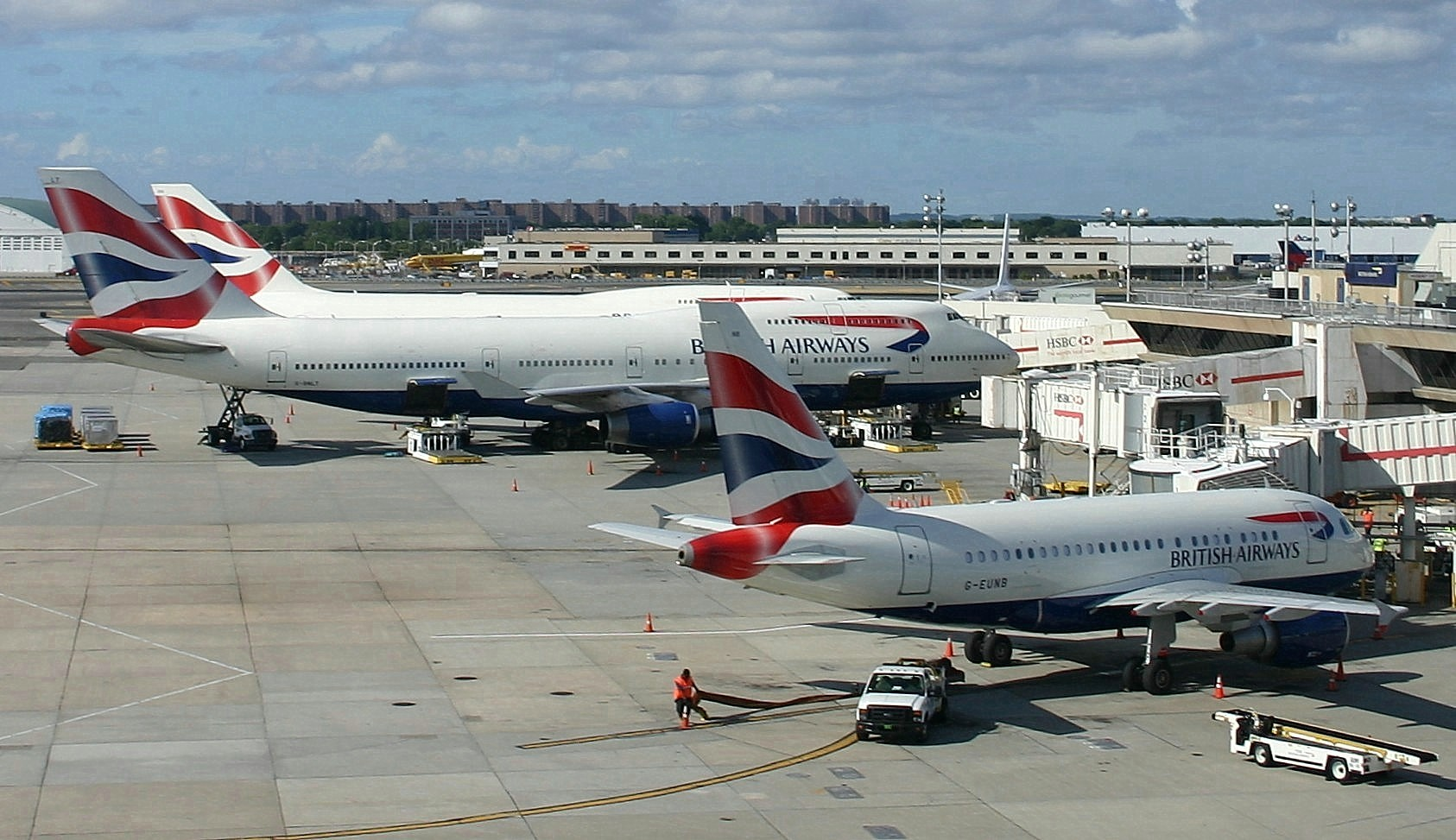
هواپیماهای بریتیش ایرویز

آغاز به کار بریتیش ایرویز با نخستین روزهای هوانوردی غیرنظامی در ماه‌های نخست پس از پایان جنگ جهانی اول هم‌زمان بود. در ۱۹ اوت سال ۱۹۱۹ شرکت ایرکرافت ترانسپورت اند تراول (به انگلیسی: Aircraft Transport and Travel (ATA)) نخستین پرواز منظم روزانه مسافری جهان را در مسیر لندن-پاریس انجام داد. در ۳۱ مارس ۱۹۲۴ چهار شرکت هواپیمایی انگلستان با یکدیگر ادغام شدند و شرکت امپریال ایرویز را تأسیس نمودند. این شرکت بعدها پروازهای خود را به استرالیا و آفریقا گسترش داد.
در سال ۱۹۳۵ شماری از شرکت‌های هوایی خصوصی و کوچک انگلیسی در هم ادغام شدند و شرکت هواپیمایی خصوصی بریتیش ایرویز (با مسئولیت محدود) (به انگلیسی: British Airways (Ltd)) را شکل دادند. این شرکت تازه به رقیبی همه‌جانبه برای شرکت دولتی امپریال ایرویز تبدیل شد تا اینکه در سال ۱۹۳۹ با تلاش دولت بریتانیا این دو شرکت در هم ادغام شده و شرکت هوایی ملی بریتیش آورسیز ایرویز (به انگلیسی: British Overseas Airways Corporation (BOAC)) شکل گرفت.
پیش از آغاز جنگ جهانی دوم این شرکت، به جز در مسیرهای منتهی به آمریکای جنوبی و اروپا پروازهای گوناگونی را با هواپیماهای پهن پیکر انجام می‌داد. زیرا در آن هنگام، انجام پروازهای اروپایی به شرکت بریتیش یوروپین ایرویز (به انگلیسی: British European Airways (BEA)) و پروازهای آمریکای جنوبی به شرکت بریتیش ساوث امریکن ایرویز (به انگلیسی: British South American Airways) واگذار شده بود؛ شرکت بریتیش ساوث امریکن ایرویزدر سال ۱۹۴۹ دوباره به شرکت مادر بریتیش اورسیز پیوست.

## بوئینگ ۷۴۷
بریتیش ایرویز با داشتن ۳۱ فروند بوئینگ ۷۴۷ مالک بیشترین هواپیما از اینگونه در جهان است. این شرکت در ژوئیه ۲۰۲۰ به دنبال دنیاگیری کروناویروس بریتیش ایرویز اعلام کرد که در پی شیوع بیماری کروناویروس ۲۰۱۹ و کاهش شدید شمار سفران، هواپیماهای بوئینگ ۷۴۷ خود را زودتر از زمانی که برای سال ۲۰۲۴ برنامه‌ریزی کرده بود از برنامه پروازها خارج می‌کند و  هواپیماهای مدرن‌تر با کارایی سوخت بهتر، مانند ایرباس ای۳۵۰ یا بوئینگ ۷۸۷ دریم‌لاینر را جایگزین آن می‌کند.

## ایران
نخستین پرواز بریتیش ایرویز به تهران به سال ۱۹۴۶ برمی‌گردد.